# Accursius
Accursius, italsky Francesco Accorso (1182?, Impruneta u Florencie – 1263?) byl italský právník a od roku 1221 profesor univerzity v Bologni. Jeho dílo Glossa ordinaria (cca 1250), obsahující přes 96 tisíc glos, komplexně analyzuje a shrnuje tzv. školu glosátorů. Jeho práce se dlouho považovala za autoritatitivní interpretaci římského práva a u soudů prakticky nahradila původní texty.
Jeho tři synové, Franciscus (František), Cervottus a Guilelmus (Vilém) byli také právníci a učitelé v Bologni, Franciscus (1225–1293) byl navíc rádcem anglického krále Eduarda I.

## Glossa ordinaria

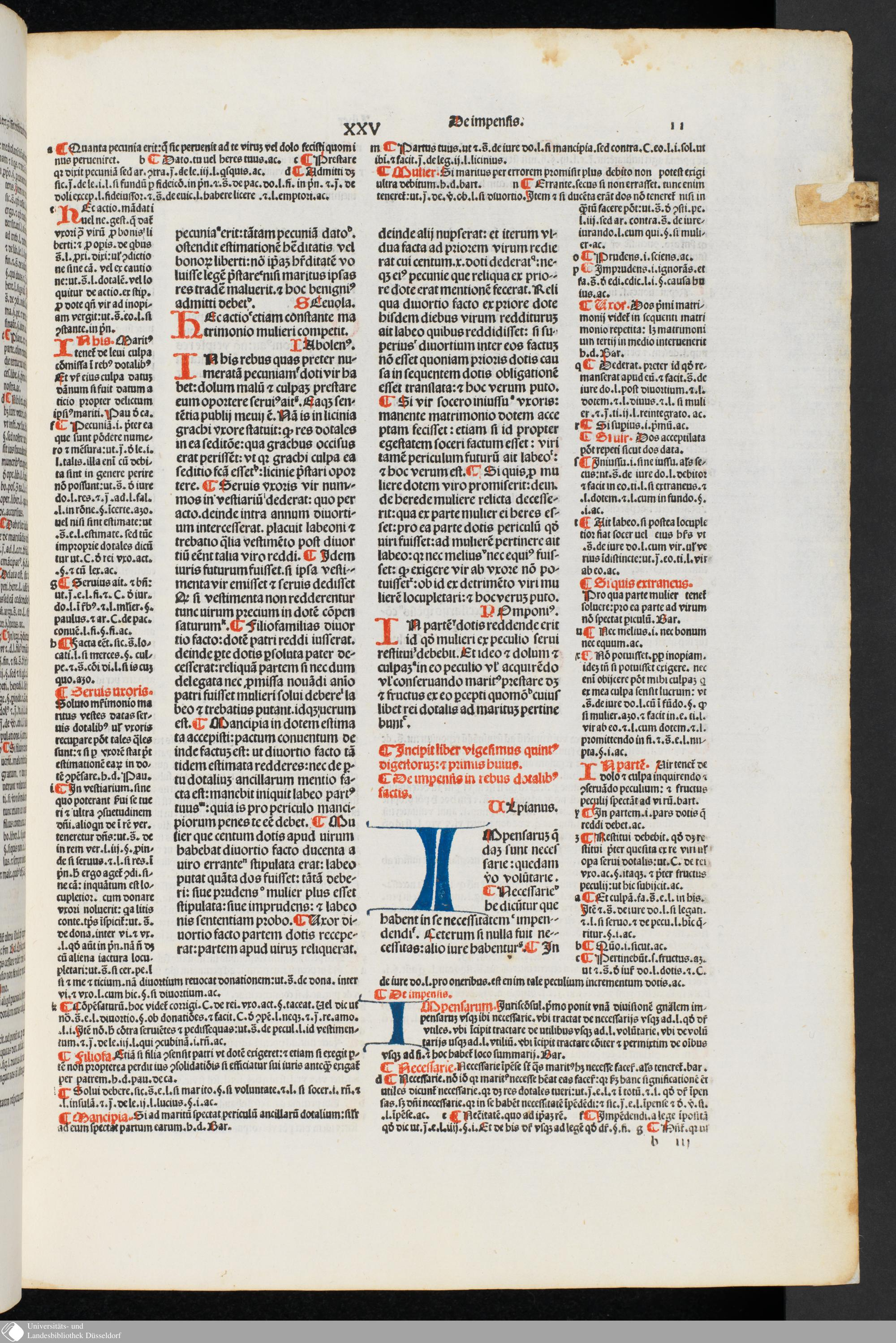
Glossa ordinaria obklopující původní text Corpus iuris civilis

Accursius byl žákem Aza a nejdříve praktikoval právo ve svém rodném městě, poté byl jmenován profesorem v Bologni, kde jako učitel dosáhl velkého úspěchu. Zavázal se uspořádat do jednoho aparátu desítky tisíc komentářů a poznámek ke Kodexu, Institucím a Digestům z Corpus iuris civilis. Accursius z různých dřívějších glos ke všem těmto textům sestavil soudržný a konzistentní soubor a tato kompilace, krátce na to nazvaná Glossa ordinaria nebo také Glossa magistralis a obvykle známá jako Velká glosa, byla v podstatě hotova kolem roku 1230.
Zatímco byl zaměstnán jejím sestavováním, podle legendy Odofredus, další boloňský právník, předstíral indispozici, přerušil své veřejné přednášky a uzavřel se do soukromí, aby s největším nasazením dokončil svůj vlastní návrh podobného aparátu.
Glossa ordinaria se po polovině 13. století stala východiskem pro každou exegezi Corpus iuris civilis a v některých právních řádech jí byla dokonce přiznána síla zákona. Její autorita byla pravděpodobně způsobena Accursiovým velmi vyčerpávajícím pokrytím civilního práva, který nejen poukázal na jeho problematická místa, ale také na rozdíl od svých předchůdců nabídl i jejich řešení. Moderní výzkum prokázal, že Accursiova práce obsahuje téměř 100 tisíc glos. Nejvýznamnější vydání Velké glosy pochází od Denise Godefroi, publikované v šesti svazcích v Lyonu roku 1589.
Pro svůj opus magnum byl Accursius veleben právníky jak ve své době, tak i v bezprostředně nadcházejícím období jako největší glosátor, dokonce byl nazýván idolem juristů, ačkoli ti později jeho zásluhy oceňovali poněkud méně. Humanisté v 16. století, včetně Rabelaise v jeho románu Gargantua a Pantagruel, nakonec Accursiovu Velkou glosu polemicky kritizovali.